# Дарбі Тауншип (округ Делавер, Пенсільванія)
Дарбі Тауншип (англ. Darby Township) — селище (англ. township) в США, в окрузі Делавер штату Пенсільванія. Населення — 9219 осіб (2020).

## Демографія
Згідно з переписом 2010 року, у селищі мешкали 9264 особи в 3731 домогосподарстві у складі 2466 родин. Було 3926 помешкань
Расовий склад населення:
| - 57,7 % — білих - 38,9 % — чорних або афроамериканців - 0,6 % — азіатів - 0,1 % — корінних американців |

До двох чи більше рас належало 2,2 %. Частка іспаномовних становила 2,0 % від усіх жителів.
За віковим діапазоном населення розподілялося таким чином: 24,0 % — особи молодші 18 років, 60,5 % — особи у віці 18—64 років, 15,5 % — особи у віці 65 років та старші. Медіана віку мешканця становила 37,4 року. На 100 осіб жіночої статі у селищі припадало 85,9 чоловіків;  на 100 жінок у віці від 18 років та старших — 79,4 чоловіків також старших 18 років.
Середній дохід на одне домашнє господарство  становив 61 001 долар США (медіана — 47 981), а середній дохід на одну сім'ю — 67 734 долари (медіана — 58 363). Медіана доходів становила 48 585 доларів для чоловіків та 38 952 долари для жінок. За межею бідності перебувало 16,1 % осіб, у тому числі 27,6 % дітей у віці до 18 років та 9,9 % осіб у віці 65 років та старших.
Цивільне працевлаштоване населення становило 4174 особи. Основні галузі зайнятості: освіта, охорона здоров'я та соціальна допомога — 31,6 %, роздрібна торгівля — 12,2 %, транспорт — 9,9 %, виробництво — 7,8 %.